# 코이우에코
코이우에코(스페인어: Coihueco)는 칠레 비오비오주 뉴블레 현의 코무나이다.